# Шеровичи (Краснинский район)
Шеровичи — деревня в Краснинском районе Смоленской области России. Входит в состав Гусинского сельского поселения. 
Расположена в западной части области в 17 км к северу от Красного, в 0,1 км севернее автодороги М1 «Беларусь», на берегу реки Смердячка. В 1,5 км южнее деревни расположена железнодорожная станция Гусино на линии Москва — Минск. 

## История
В годы Великой Отечественной войны деревня была оккупирована гитлеровскими войсками в июле 1941 года, освобождена в сентябре 1943 года.